# Chromosphaera perkinsii
Chromosphaera perkinsii (provisorisch auch als Ichthyosporea sp. XGB-2017a bezeichnet) ist eine Art (Spezies) von Einzellern der Ordnung Dermocystida in der Gruppe (Klasse) Ichthyosporea (auch Mesomycetozoea genannt).
Es handelt sich um einen seltenen Fall eines vermutlich freilebenden Mitglieds der Ichthyosporea und möglicherweise um den einzigen freilebenden Organismus unter den Dermocystida. Denn im Gegensatz zu den meisten Ichthyosporea, die Parasiten von Fischen oder anderen Tieren sind, ist dieser Mikroorganismus offensichtlich autotroph, d. h. er kann sich selbst ernähren.

## Fund, Etymologie
Der Gattungsname Chromosphaera setzt sich zusammen aus dem Präfix chromo- von altgriechisch χρῶμα chrōma, deutsch ‚Farbe‘ und dem Suffix -sphera von altgriechisch σφαῖρα sphaira, deutsch ‚Sphäre‘, ‚Kugel‘ ‚kugelrunder Körper‘, ‚Ball‘.
Die Artbezeichnung perkinsii wurde nach Professor Frank Perkins benannt.
Dieser Organismus wurde von Stuart Donachie et al. in flachen Meeressedimenten der Hawaii-Inseln identifiziert.

## Zellaggregate (Kolonien)

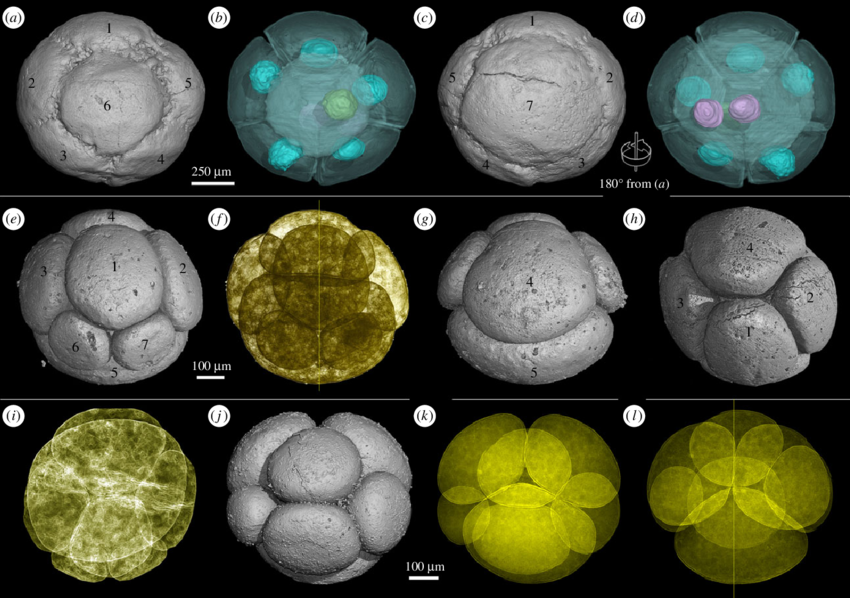
Embryo-ähnliche Fossilien aus dem Ediacarium (EELFs) mit asynchroner Spaltung (a–d) und bilateraler Anordnung (e–l)

Im Jahr 2024 stellte ein Team der Universität Genf (UNIGE) fest, dass diese Art mehrzellige Strukturen (Aggregate) bildet, die auffallende Ähnlichkeiten mit den frühesten Stadien von Tierembryonen aufweisen.
Sie weisen zudem Ähnlichkeit mit Embryo-ähnlichen Mikrofossilien aus dem Ediacarium (englisch Ediacaran embryo-like fossils, EELFs) auf.
Aus diesem Grund wird die Spezies als wertvoll für die Untersuchung der evolutionären Mechanismen angesehen, die den Übergang von einzelligen Protozoen zu mehrzelligen tierischen Organismen (Metazoa) ermöglichten. Diese Beobachtungen legen nahe, dass die für die Embryonalentwicklung verantwortlichen genetischen Komponenten bereits vor der Entstehung des tierischen Lebens (Mehrzelligkeit) vorhanden waren – oder dass C. perkinsii unabhängig ähnliche Prozesse entwickelt hat. Weitere Untersuchungen sind nötig, um dies zu klären.

## Weiterführende Literatur

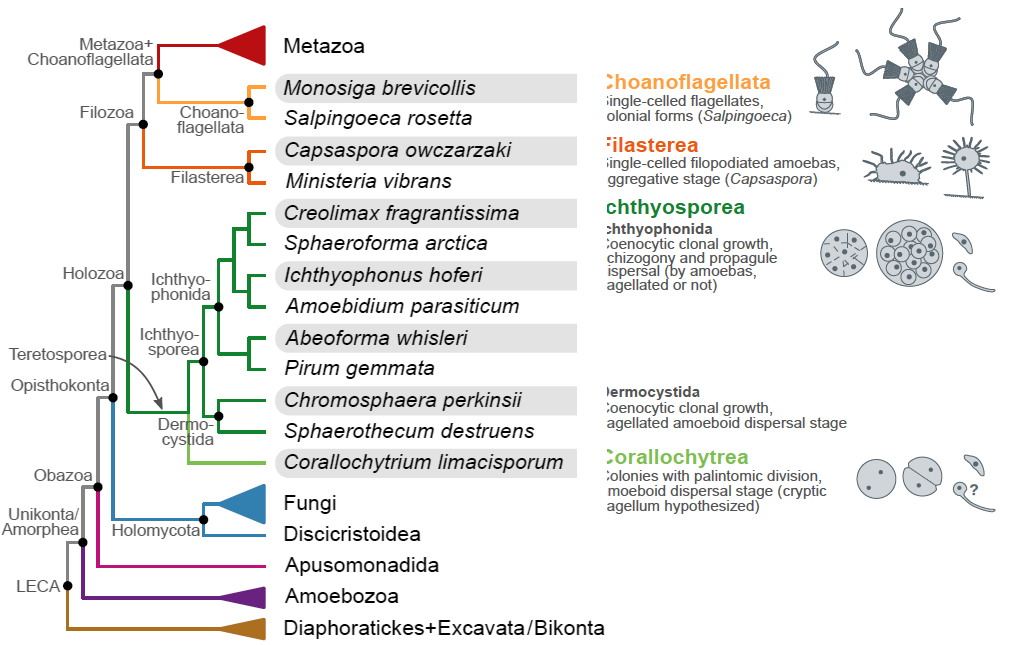
Phylogenie der einzelligen Vorfahren der Tiere, inklusive Gattung Chromosphaera

- Daniel J. Richter, Parinaz Fozouni, Michael B. Eisen, Nicole King: Gene family innovation, conservation and loss on the animal stem lineage. In: eLife, 31. Mai 2018. Stand: 3. Juli 2018; doi:10.7554/eLife.34226.001 (englisch).
- Xavier Grau-Bové, Guifré Torruella, Stuart P. Donachie, Hiroshi Suga, Guy Leonard, Thomas A. Richards, Iñaki Ruiz-Trillo: Dynamics of genomic innovation in the unicellular ancestry of animals. In: eLife, Band 6, Juli 2017, S. 26036; doi:10.7554/eLife.26036, ResearchGate:319162506 (englisch).